# مایکل گلگر (دوچرخه‌سوار)
مایکل گلگر (ایتالیایی: Michael Gallagher؛ زادهٔ ۱۴ دسامبر ۱۹۷۸) دوچرخه‌سوار اهل استرالیا است.
وی در مسابقات کشوری و بین‌المللی در مجموع برندهٔ ۱۳ مدال طلا، ۳ مدال نقره، ۴ مدال برنز شده‌است.